# Ceramius lichtensteinii
Ceramius lichtensteinii är en stekelart som först beskrevs av Johann Christoph Friedrich Klug 1810.  Ceramius lichtensteinii ingår i släktet Ceramius och familjen Masaridae. Utöver nominatformen finns också underarten C. l. macrocephalus.